# Имбабура (провинция)
Имбабура (исп. Imbabura) — провинция Эквадора. Расположена на севере страны в эквадорских Андах.  Известна как провинция озёр: здесь расположены наиболее важные озёра страны Сан-Пауло, Куикоча и Яуаркоча. Административный центр провинции  — город Ибарра, другие важные города — Котакачи, Отавало и Атунтаки. Климат прохладный субтропический. Население провинции  — 398 244 жителей (2010).

## Административное деление

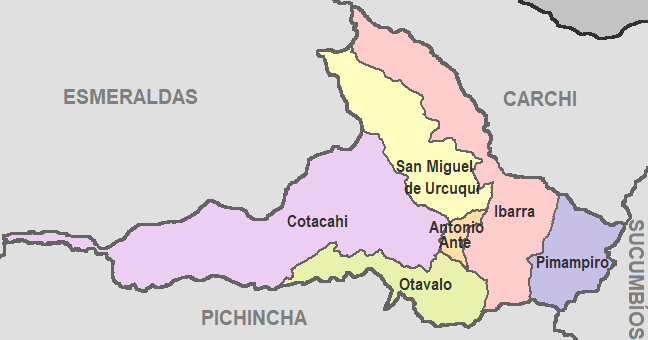
Кантоны провинции Имбабура.

В административном отношении провинция подразделяется на 6 кантонов:
| № | Флаг | Кантон                                       | Население, чел. (2010) | Административный центр |
| - | ---- | -------------------------------------------- | ---------------------- | ---------------------- |
| 1 |      | Антонио-Анте (Antonio Ante)                  | 45 184                 | Атунтаки (Atuntaqui)   |
| 2 |      | Котакачи (Cotacachi)                         | 40 036                 | Котакачи (Cotacachi)   |
| 3 |      | Ибарра (Ibarra)                              | 131 856                | Ибарра (Ibarra)        |
| 4 |      | Отавало (Otavalo)                            | 90 000                 | Отавало (Otavalo)      |
| 5 |      | Пимампиро (Pimampiro)                        | 12 970                 | Пимампиро (Pimampiro)  |
| 6 |      | Сан-Мигель-де-Уркуки (San Miguel de Urcuquí) | 15 888                 | Уркуки (Urcuquí)       |